# Menuet en ré majeur pour clavier, KV 355
Le Menuet en ré majeur, K. 355/576b, est une pièce de piano composée par Wolfgang Amadeus Mozart en 1789 ou 1790 à Vienne.
Le Trio a été composé par l'abbé Maximilian Stadler.

## Structure
Le Menuet est en ré majeur, à 
. Il comporte 44 mesures avec deux sections répétées 2 fois : mesures 1 à 16, mesures 17 à 44. 
Son interprétation dure approximativement 4 minutes.
La pièce est pleine de chromatismes, avec une harmonie très hardie.
Le Trio en si mineur comporte 36 mesures.
Première reprise du Menuet :